# Прудник
Пру̀дник (на полски: Prudnik; на немски: Neustadt, Neustadt in Oberschlesien, Neustadt an der Prudnik, Polnisch Neustadt; на чешки: Prudník; на латински: Prudnicium, Neostadium) е град в Южна Полша, Ополско войводство. Административен център е на Пруднишки окръг, както и на градско-селската Пруднишка община. Заема площ от 20,50 км2.

## География
Градът се намира в историческата област Горна Силезия. Разположен е близо до границата с Чехия, на 30 км югоизточно от град Ниса, на 44 км югозападно от Ополе, на 41 км западно от Кенджежин-Кожле и на 30 км североизточно от чешкия град Йесеник. Край града текът реките Прудник и Злоти Поток.

## История
Селището е основано в средата на XIII век от чешкия аристократ Вок от Рожемберк. Около 1279 г. получава градско право. В периода (1950-1998 г.) е част от старото Ополско войводство.

## Население
Според данни от полската Централна статистическа служба, към 1 януари 2014 г. населението на града възлиза на 21 778 души. Гъстотата е 1 062 души/км2.

## Личности

### Родени в града
- Еуген Франкел – немски лекар, патолог и бактериолог
- Александра Конечна – полска актриса

## Градове партньори
- Нортхайм, Германия
- Бохумин, Чехия
- Надвирна, Украйна
- Крнов, Чехия
- Сан Джустино, Италия